# ویکی سوناهارا
ویکی سوناهارا (انگلیسی: Vicky Sunohara؛ زادهٔ ۱۸ مهٔ ۱۹۷۰) بازیکن هاکی روی یخ اهل کانادا است.